# Обикновен дискус
Обикновните дискуси (Symphysodon discus) са вид актиноптери от семейство Цихлиди (Cichlidae).
Те са незастрашен вид.
Таксонът е описан за пръв път от Йохан Якоб Хекел през 1840 година.